# Dieta śródziemnomorska

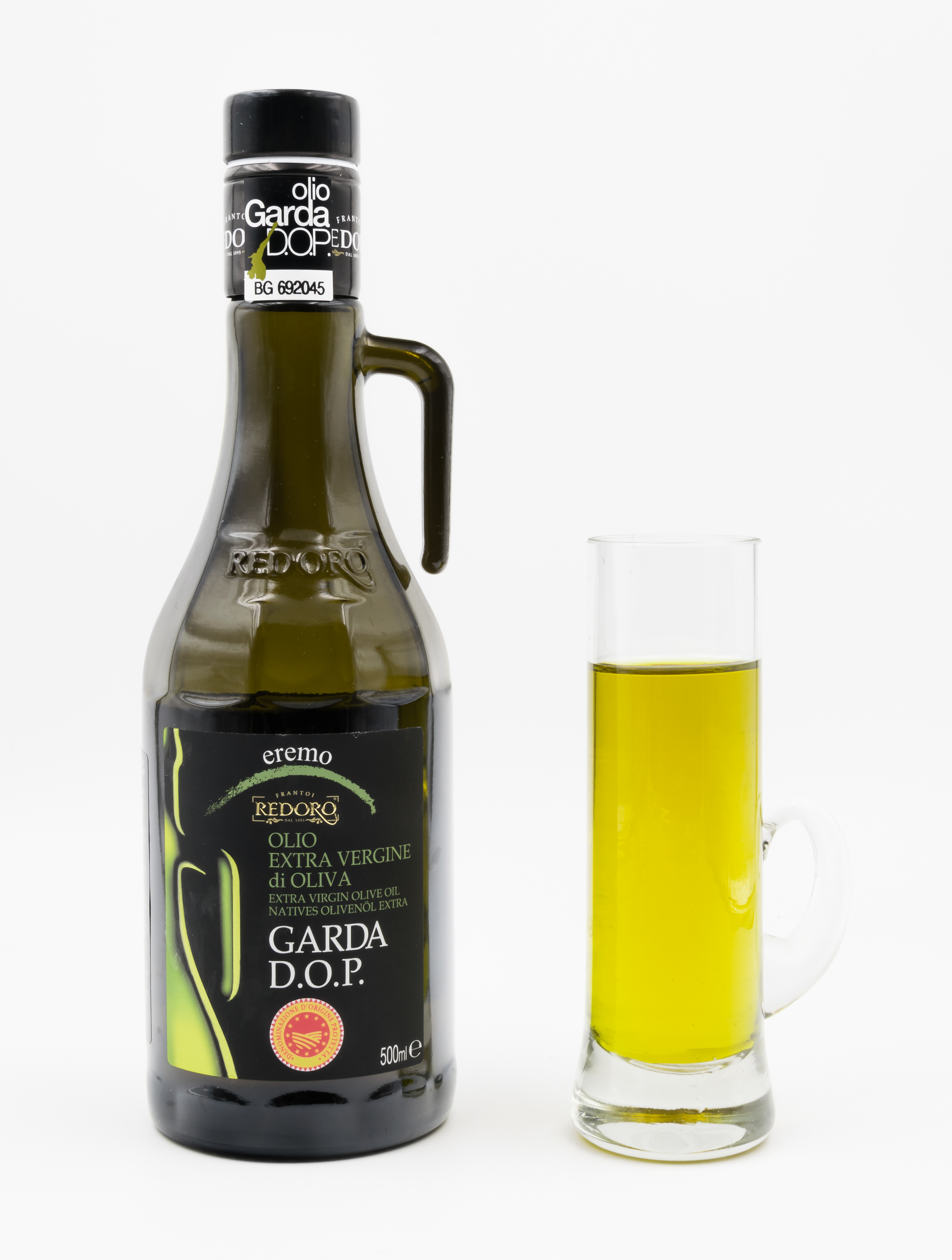
Oliwa - jeden ze składników diety śródziemnomorskiej

Dieta śródziemnomorska – sposób odżywiania się zainspirowany tradycyjną dietą rozpowszechnioną w krajach śródziemnomorskich. Została wpisana na listę ustnego i niematerialnego dziedzictwa ludzkości UNESCO w 2010 roku.
Dieta ta opiera się na pokarmach zwykle spożywanych w krajach śródziemnomorskich, gdzie je się duże ilości zboża, owoce, warzywa, nasiona roślin, olej oliwkowy (bogaty w tłuszcze nienasycone), natomiast znacznie rzadziej je się czerwone i tłuste mięso (bogate w tłuszcze nasycone). Umiarkowane jest spożycie ryb, białego mięsa (drobiu), roślin strączkowych, jaj, produktów mlecznych, czerwonego wina i słodyczy. Niektórzy dietetycy – jak Francuz Paul Carton i Szwajcar Maximilian Bircher-Benner – wysunęli hipotezy na temat dobroczynnego wpływu tej diety na zdrowie, przy ograniczonym spożyciu żywności pochodzenia zwierzęcego, takiej jak produkty mleczne, mięso, jaja. Pojęcie diety śródziemnomorskiej zostało wprowadzone i zbadane przez amerykańskiego fizjologa Ancela Keysa, który badał jej wpływ na epidemiologię chorób sercowo-naczyniowych w studium Seven Country Study.

## Definicja

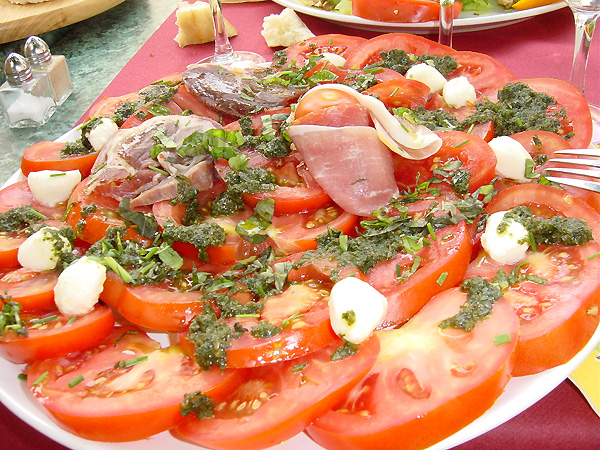
Sałatka pomidorowa

Pojęcie diety śródziemnomorskiej odnosi się do modelu żywieniowego inspirowanego dietą typową dla mieszkańców Włoch i Grecji. Wybór tego obszaru geograficznego i okresu historycznego opiera się na argumentach naukowych oraz epidemiologicznych.
Kraje położone w basenie Morza Śródziemnego mają dostęp do tej samej żywności, pochodzącej z rolnictwa, pasterstwa i rybołówstwa. Równocześnie na tych obszarach geograficznych, na początku lat sześćdziesiątych XX wieku, oczekiwana długość życia była jedną z najwyższych na świecie. Jak pisał Ancel Keys, częstotliwość występowania schorzeń takich jak choroba niedokrwienna serca, niektóre nowotwory oraz choroby przewlekłe związane z dietami stosowanymi w wielu innych regionach świata, należała do najniższych na świecie. Było tak pomimo wysokiego odsetka palaczy w społeczeństwie, niskiego poziomu społeczno-ekonomicznego rozwoju regionu oraz stanu opieki zdrowotnej na omawianym obszarze w tamtym okresie.
Skoro dieta śródziemnomorska jest szeroko rozpowszechniona na obszarach graniczących z Morzem Śródziemnym, gdzie drzewa oliwne są tradycyjnie uprawiane, dlatego inna przyjęta definicja tego schematu żywieniowego odnosi się do diety praktykowanej na śródziemnomorskich obszarach wzrostu drzew oliwnych.
Dieta śródziemnomorska ma wiele wariantów, gorzej opisanych i zbadanych. Znaczące różnice występują w dietach spotykanych w różnych regionach Włoch i Francji, w Libanie, Maroku, Portugalii, Hiszpanii, Syrii, Tunezji, Turcji itp. W rzeczywistości dieta i tradycje gastronomiczne szesnastu narodów basenu Morza Śródziemnego są bardzo zróżnicowane z powodu różnic etnicznych, kulturowych, religijnych i ekonomicznych (charakterystyczne rolnictwa na każdym z obszarów).

## Cechy
Charakterystyczne cechy diety śródziemnomorskiej to duży udział pożywienia pochodzenia roślinnego – w dużych ilościach spożywane są owoce, warzywa, chleb i zboża (zwłaszcza pełnoziarniste), ziemniaki, fasola i inne rośliny strączkowe, orzechy, nasiona. Świeże owoce spożywane są jako codzienny deser, natomiast desery zawierające rafinowane cukry lub miód stosowane są tylko kilka razy w tygodniu. Olej z oliwek jest głównym źródłem tłuszczu, produkty mleczne (głównie sery i jogurty) spożywane są codziennie w umiarkowanych ilościach; ryby i drób również spożywa się w dość małych ilościach; od zera do czterech jaj na tydzień; czerwone mięso spożywa się w małej ilości. Podczas posiłku zwykle pije się szklankę wina.
Taka dieta ma niską zawartość tłuszczów nasyconych (mniej niż 7–8%) oraz całkowitą zawartość tłuszczów, w zależności od obszaru, poniżej 25–35%. W przeszłości dieta łączyła się z regularną aktywnością fizyczną, na przykład w związku z pracami wykonywanymi na polu lub w domu.
Kaloryczność diety śródziemnomorskiej w badaniach populacji nie przekroczyła 2500 kcal dla mężczyzn lub 2000 kcal dla kobiet. W przeszłości ilość kalorii wynikająca ze spożywanych posiłków nie przekraczała zapotrzebowania metabolicznego, wynikającego ze skali uprawianej aktywności fizycznej. W istocie była to dieta ludności wiejskiej, biednej i oszczędnej.
W badaniu Seven Country Study, w charakterze referencyjnej diety śródziemnomorskie przyjęto tę z miejscowości Nicotera; jej składniki, wyrażone jako procent całkowitego spożycia kalorii (w badaniach trwających siedem dni w różnych porach roku 1960), to: zboża 50–59%, oliwa z pierwszego tłoczenia 13–17%, warzywa 2,2–3,6%, ziemniaki 2,3–3,6%, rośliny strączkowe 3–6%, owoce 2,6–3,6%, ryby 1,6–2%, czerwone wino 1–6%, mięso 2,6–5%, produkty mleczne 2–4%, jaja i bardzo mała ilość tłuszczów zwierzęcych.